# Рудяк, Евгений Георгиевич
Евгений Георгиевич Рудя́к (1908—1991) — советский конструктор артиллерийских и ракетных систем. Герой Социалистического Труда. Лауреат Ленинской премии.

## Биография
Родился 2 января 1908 года в станице Грозненская (ныне Грозный).
Окончил военно-механическое отделение Ленинградского политехнического института (1932).
После окончания института работал в конструкторском бюро завода «Большевик» в Ленинграде. В предвоенные годы — начальник КБ и главный инженер завода. Начальник КБ и главный конструктор проектов в 1944—1970 годах.
Возглавлял создание первых в СССР стартовых комплексов шахтного базирования и первых пусковых установок для запуска ракет с подводных лодок. Доктор технических наук (1965), профессор.
C 1968 года, после ухода на пенсию, и по 1991 год — Е. Г. Рудяк преподавал в Ленинградском военно-механическом институте.
Умер 4 апреля 1991 года. Похоронен в Ленинграде на Большеохтинском кладбище.

## Разработки
Евгений Георгиевич Рудяк—участник и руководитель разработки многих систем артиллерийского и ракетного вооружения.
Под его руководством созданы:
- 100-мм универсальная зенитная установка,
- орудие Б-37 для башенных установок МК-1,
- 2-орудийная палубно-башенная установка Б-54,
- качающаяся часть орудия Б-38 для установок МК-4 и МК-5,
- железнодорожные транспортеры с 152-мм орудиями Б-38,
- железнодорожные батареи для 76-мм зенитных пушек 34К,
- башенная артустановка МК-85,
- пусковые установки СМ-60 и СМ-87 для надводного и подводного старта баллистических ракет с подводных лодок,
- стартовые установки СМ-59 и СМ-64,
- ряд командно-дальномерных постов для ВМФ,
- первые в СССР боевые стартовые комплексы шахтного базирования «Шексна-В»,
- первые проекты шахтных пусковых установок для ракет Р-36М («Сатана»).

## Награды и звания
- Герой Социалистического Труда (28 апреля 1963) — за большие заслуги в деле создания и производства новых типов ракетного вооружения, а также атомных подводных лодок и надводных кораблей, оснащенных этим оружием, и перевооружения кораблей Военно-Морского Флота[1][2]
- Ленинская премия (1961)
- Сталинская премия I степени (10 апреля 1942) — за разработку новых типов морского артиллерийского вооружения
- Сталинская премия II степени (1946) — за разработку конструкции новых образцов морского артиллерийского вооружения
- Сталинская премия I степени (1951) — за разработку в области военной техники
- Государственная премия СССР (1967)
- заслуженный деятель науки и техники РСФСР (1968)
- Орден Ленина (28 апреля 1963) — за большие заслуги в деле создания и производства новых типов ракетного вооружения, а также атомных подводных лодок и надводных кораблей, оснащенных этим оружием, и перевооружения кораблей Военно-Морского Флота

- Орден Ленина (16 сентябоя 1945)
- Орден Ленина (28 июля 1947)
- орден Отечественной войны I степени (18 ноября 1944)
- два ордена Трудового Красного Знамени (15 апреля 1939; 08 августа 1944)
- орден Красной Звезды (18 января 1942)
- медали